# Шаре на Сени
Шаре сир Сен (фр. Charrey-sur-Seine) насеље је и општина у источном делу централне Француске у региону Бургоња, у департману Златна обала која припада префектури Монбар.
По подацима из 2011. године у општини је живело 173 становника, а густина насељености је износила 13,64 становника/km². Општина се простире на површини од 12,68 km². Налази се на средњој надморској висини од 194 метара (максималној 356 m, а минималној 191 m).

## Демографија
| 1962. | 1968. | 1975. | 1982. | 1990. | 1999. | 2011. |
| ----- | ----- | ----- | ----- | ----- | ----- | ----- |
| 185   | 193   | 211   | 190   | 154   | 139   | 173   |

График промене броја становника у току последњих година